# 伊萬丘基夫卡
49°22′23″N 37°11′42″E / 49.37306°N 37.19500°E
伊萬丘基夫卡（烏克蘭語：Іванчуківка）是位於烏克蘭東部的村莊，由哈爾科夫州伊久姆區的昆葉市鎮負責管轄。該村始建於1720年，面積1.16平方公里，海拔高度154米，2001年人口837，人口密度每平方公里580人。